# Nagadeba cinerea
Nagadeba cinerea är en fjärilsart som beskrevs av George Francis Hampson 1895. Nagadeba cinerea ingår i släktet Nagadeba och familjen nattflyn. Inga underarter finns listade i Catalogue of Life.